# Enzo Copetti
Enzo Copetti (Resistencia, 1996. január 16. –) argentin labdarúgó, a Rosario Central csatárja.

## Pályafutása
Copetti az argentínai Resistencia községben született. Az ifjúsági pályafutását a Rafaela akadémiájánál kezdte.
2017-ben mutatkozott be a Rafaela felnőtt keretében. A 2021-es szezonban a Racing Club csapatát erősítette kölcsönben. A lehetőséggel élve, 2022-ben a Racing Clubhoz igazolt. 2023. január 31-én hároméves szerződést kötött az észak-amerikai első osztályban érdekelt Charlotte együttesével. Először a 2023. február 26-ai, New England Revolution ellen 1–0-ra elvesztett mérkőzésen lépett pályára. Első gólját 2023. március 5-én, a St. Louis City ellen idegenben 3–1-es vereséggel zárult találkozón szerezte meg. 2024. június 1-jén a Rosario Central szerződtette.

## Statisztikák
2024. augusztus 15. szerint
| Klub            | Szezon   | Osztály          | Bajnokság | Bajnokság | Kupa  | Kupa | Nemzetközi | Nemzetközi | Összesen | Összesen |
| Klub            | Szezon   | Osztály          | Meccs     | Gól       | Meccs | Gól  | Meccs      | Gól        | Meccs    | Gól      |
| --------------- | -------- | ---------------- | --------- | --------- | ----- | ---- | ---------- | ---------- | -------- | -------- |
| Racing Club     | 2021     | Liga Profesional | 23        | 4         | 19    | 6    | 7          | 1          | 49       | 11       |
| Racing Club     | 2022     | Liga Profesional | 25        | 11        | 18    | 9    | 4          | 1          | 47       | 21       |
| Charlotte       | 2023     | MLS              | 27        | 6         | 2     | 1    | —          | —          | 29       | 7        |
| Charlotte       | 2024     | MLS              | 9         | 1         | 0     | 0    | —          | —          | 9        | 1        |
| Rosario Central | 2024     | Liga Profesional | 7         | 1         | 1     | 0    | 3          | 0          | 11       | 1        |
| Összesen        | Összesen | Összesen         | 91        | 23        | 40    | 16   | 14         | 2          | 145      | 41       |